# Chaetonerius compeditus
Chaetonerius compeditus är en tvåvingeart som beskrevs av Willi Hennig 1937. Chaetonerius compeditus ingår i släktet Chaetonerius och familjen Neriidae. Inga underarter finns listade i Catalogue of Life.